# Léonard Parli (confiserie)
Léonard Parli est le nom d'une confiserie historique d'Aix-en-Provence, réputée pour sa fabrique de calissons, située au no 35 de l'avenue Victor Hugo. Elle est active sous la forme d'une SARL éponyme.

## Historique
C'est en 1874 que le confiseur d'origine suisse Léonard Parli fonde sa propre confiserie à Aix-en-Provence. Il opte pour un lieu moderne et pragmatique, près de la gare SNCF et de la casserie d'amandes Brémond (maintenant disparue et remplacée par un gymnase),.
Parli perfectionne la machine à fabriquer les calissons en 1875 puis, dans les années 1920, fit construire une nouvelle usine au style byzantin sur les lieux mêmes de la vente. On y remarque, sur le fronton, un écusson en pierre de taille représentant la croix suisse flanquée de deux rameaux, l'un représentant la Provence, l'autre le canton des Grisons d'où Parli lui-même est originaire.